# هوفارد فلو
هوفارد فلو (بالنرويجية البوكمول: Håvard Flo)‏ (مواليد 4 أبريل 1970) هو لاعب كرة قدم. يلعب مع منتخب النرويج لكرة القدم. سبق له أن لعب في كأس العالم لكرة القدم مع منتخب بلاده.

## روابط خارجية
- هوفارد فلو على موقع IMDb (الإنجليزية)

- هوفارد فلو على موقع الاتحاد الدولي (مؤرشف)  (الإنجليزية)
- هوفارد فلو على موقع اتحاد النرويج (النرويجية)
- هوفارد فلو على موقع قاعدة بيانات كرة القدم.إي يو (الإنجليزية)
- هوفارد فلو على موقع بيانات كرة القدم. دي إي (الألمانية)
- هوفارد فلو على موقع ناشيونال فوتبول تيمز (الإنجليزية)
- هوفارد فلو على موقع عالم كرة القدم.نت (الإنجليزية)